# Sólido suspenso

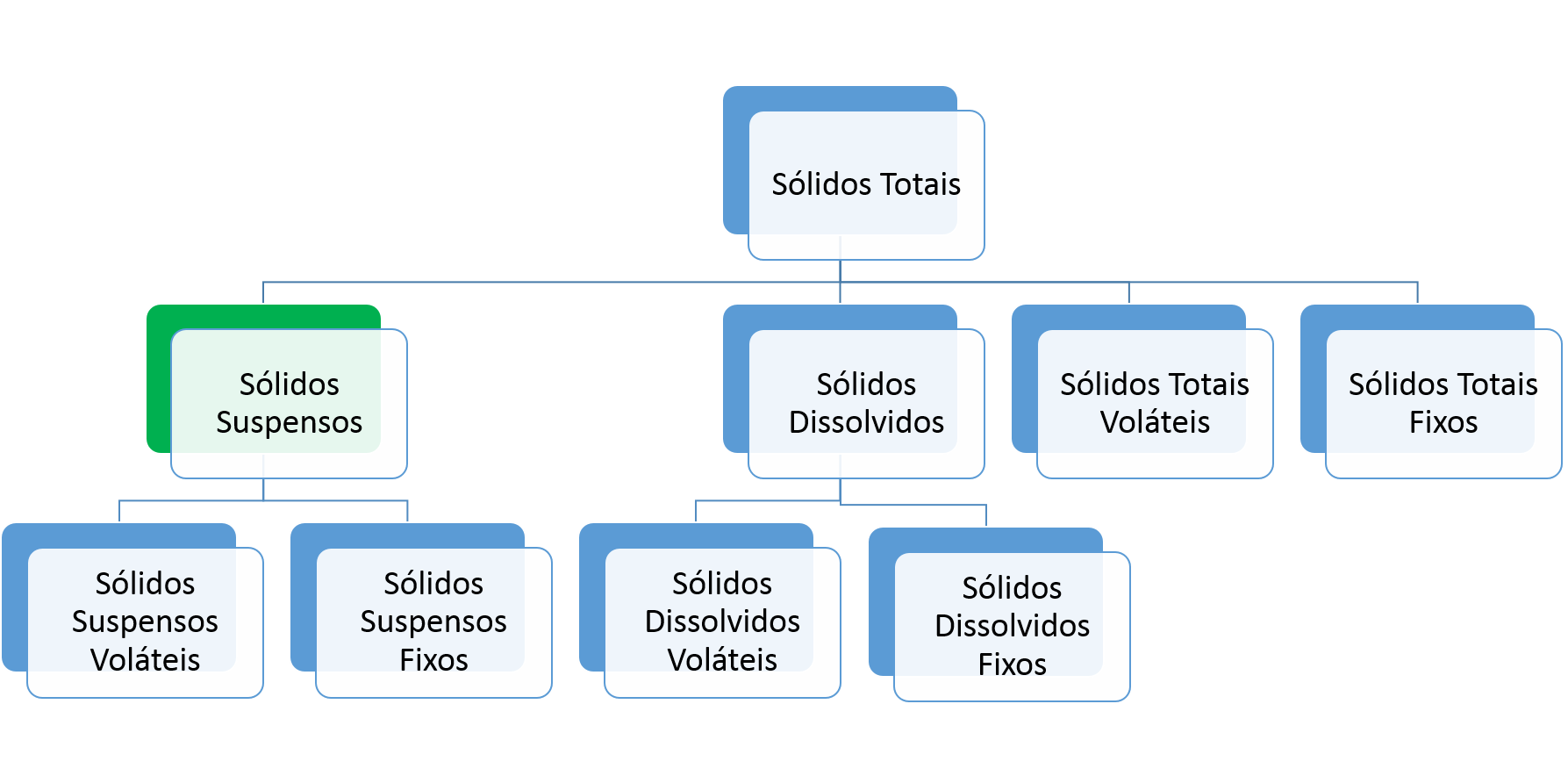
Série de Sólidos.

Os sólidos suspensos, referem-se a pequenas partículas sólidas que se mantém em suspensão em água, como um colóide ou devido ao movimento da água. É utilizado como um indicador da qualidade da água. Por vezes é abreviado como a sigla SS.
Os sólidos suspensos são importantes como e são realizados na superfície de partículas. Quanto menor o tamanho das partículas, maior a superfície por unidade de massa de partículas e, por isso, quanto maior a carga poluente que é susceptível de ser transportada.

## Sólidos Suspensos em Processos de Filtração
Em processos de filtração, os sólidos suspensos são partículas que ficam retidos no papel de filtro, após a passagem da amostra líquida.
Os sólidos suspensos são obtidos para determinação, classificação e separação de particulado presente em líquidos, a fim de estudá-los tanto qualitativamente quanto quantitativamente.

## Remoção
A remoção dos sólidos suspensos é geralmente obtida através do uso de sedimentação e/ou pelo filtro da água (geralmente em um nível municipal). Ao eliminar a maior parte dos sólidos suspensos em um abastecimento de água, a água é normalmente elevada ao nível de qualidade potável. Este processo é, posteriormente, seguido por uma etapa de desinfecção para garantir que qualquer patógenos não fiquem em estado de "flutuação" livre na água.

## Eficácia da filtragem
A utilização de um filtro muito simples, consistindo de um dobrável algodão feito de sári, reduz drasticamente a carga de cólera realizada na água.
A principal excepção a esta generalização, é a contaminação das águas subterrâneas, como o arsênio, que é um poluente muito grave sendo solúvel, e, portanto, não é removido quando os sólidos suspensos são retirados.